# Slovacchi
Gli slovacchi sono un popolo slavo occidentale che abita principalmente in Slovacchia e parla la lingua slovacca, strettamente imparentata con la lingua ceca.
La maggior parte degli slovacchi abitano entro i confini della Slovacchia (circa 5.000.000), ma ci sono minoranze autoctone slovacche in Repubblica Ceca, Ungheria (Békéscsaba), Serbia (Voivodina) e considerevoli popolazioni di immigranti negli Stati Uniti d'America e in Canada.